# Aleurotrachelus camelliae
Aleurotrachelus camelliae là một loài côn trùng cánh nửa trong họ Aleyrodidae, phân họ Aleyrodinae.
Aleurotrachelus camelliae được Kuwana miêu tả khoa học đầu tiên năm 1911.